# Magnus Laurentii Cirrhæus
Magnus Laurentii Cirrhæus, född 1605 i Hovs församling, Östergötland, död 28 oktober 1674 i Västra Eneby församling, han var en svensk präst och riksdagsman.

## Biografi
Magnus Laurentii Cirrhæus föddes 1605 i Hovs församling. Han blev 1626 student vid Uppsala universitet och prästvigdes 1635. Cirrhæus avlade filosofie doktor ult. 1639 och blev 1640 fältprost. Han blev 1645 kyrkoherde  i Västra Eneby församling och var riksdagsman vid riksdagen 1649. Han blev 1649 prost. Cirrhæus avled 1674 i Västra Eneby församling.